# Lijst van voetbalinterlands Bhutan - Libanon
Deze lijst van voetbalinterlands is een overzicht van alle officiële voetbalinterlands tussen de nationale teams van Bhutan en Libanon. De landen hebben tot op heden een keer tegen elkaar gespeeld. De eerste ontmoeting, een groepswedstrijd tijdens de Zuid-Azië Cup 2023, dit was op 25 juni 2023 in Bangalore (India).

## Wedstrijden
| № | Plaats    | Datum        | Competitie         | Wedstrijd        | Uitslag |
| - | --------- | ------------ | ------------------ | ---------------- | ------- |
| 1 | Bangalore | 25 juni 2023 | Zuid-Azië Cup 2023 | Bhutan − Libanon | 1 − 4   |

## Samenvatting
| Competitie    | Totaal gespeeld | Winst Bhutan | Gelijk | Winst Libanon | Doelsaldo Bhutan – Libanon |
| ------------- | --------------- | ------------ | ------ | ------------- | -------------------------- |
| Zuid-Azië Cup | 1               | 0            | 0      | 1             | 1 − 4                      |
| Totaal        | 1               | 0            | 0      | 1             | 1 − 4                      |